# João Miguel dos Santos Simões
João Miguel dos Santos Simões (Lisboa, 17 de julho de 1907-15 de fevereiro de 1972) foi um historiador da arte português, especialista na área do azulejo.

## Biografia
Diplomado em Engenharia Têxtil pela École Supérieur de Filature et Tissage de Mulhouse.
Organizou, no Museu Nacional de Arte Antiga (Lisboa), uma secção que esteve na origem do Museu Nacional do Azulejo (Lisboa), museu que dirigiu até 1972.
Colaborou no Boletim dos Museus Nacionais de Arte Antiga   (1939-1943) e também se encontra colaboração artística da sua autoria na Mocidade Portuguesa Feminina: boletim mensal (1939-1947).
Foi agraciado com um doutoramento Honoris Causa indicado pela Congregação da Faculdade de Arquitetura e Urbanismo da Universidade Federal do Rio de Janeiro em 1971.

## Algumas obras em livro
- Azulejaria portuguesa nos Açores e na Madeira. Lisboa: Fundação Calouste Gulbenkian, 1963.
- Azulejaria portuguesa no Brasil. Lisboa: Fundação Calouste Gulbenkian, 1965.
- Azulejaria em Portugal nos séculos XV e XVI: introdução geral. Lisboa: Fundação Calouste Gulbenkian, 2.ª ed., 1990. ISBN 972-678-024-1.
- Azulejaria em Portugal no século XVII. 2.ª ed., revista e actualizada, Lisboa: Fundação Calouste Gulbenkian, 1997.

Tomo I: Tipologia.
Tomo II: Elenco.
- Azulejaria em Portugal no século XVIII. Lisboa, Fundação Calouste Gulbenkian, 1979.
- Estudos de azulejaria. Lisboa, Imprensa Nacional-Casa da Moeda, 2001. ISBN 972-27-1072-9.[nota 1]